# Pandeli Evangjeli
Pandeli Evangjeli, född den 6 januari 1859 i Korça i Albanien, död den 14 september 1949 i Korça i Albanien, var en albansk politiker.
Sin ungdomstid tillbringade han i en albansk koloni i Rumäniens huvudstad Bukarest. Han var där ordförande för ett albanskt sällskap kallat Dituria. Han var med och grundade en kommitté för att propagera för Albaniens självständighet. Vid fredskonferensen i Paris år 1920 deltog han som en av de albanska delegaterna. Han var också ledamot i Albaniens parlament från 1921 och var landets premiärminister 1921 samt 1930-1935. Han hade huvudansvaret för förberedelserna inför Ahmet Zogus kröning till kung över Albanien.